# Tomasz Dąbal
Tomasz Jan Dąbal (ur. 29 grudnia 1890 w Sobowie, zm. 21 sierpnia 1937 w Moskwie) – polski działacz polityczny w II Rzeczypospolitej i ZSRR, poseł na Sejm Ustawodawczy (1919–1921), zastępca członka KC Komunistycznej Partii Robotniczej Polski.

## Życiorys

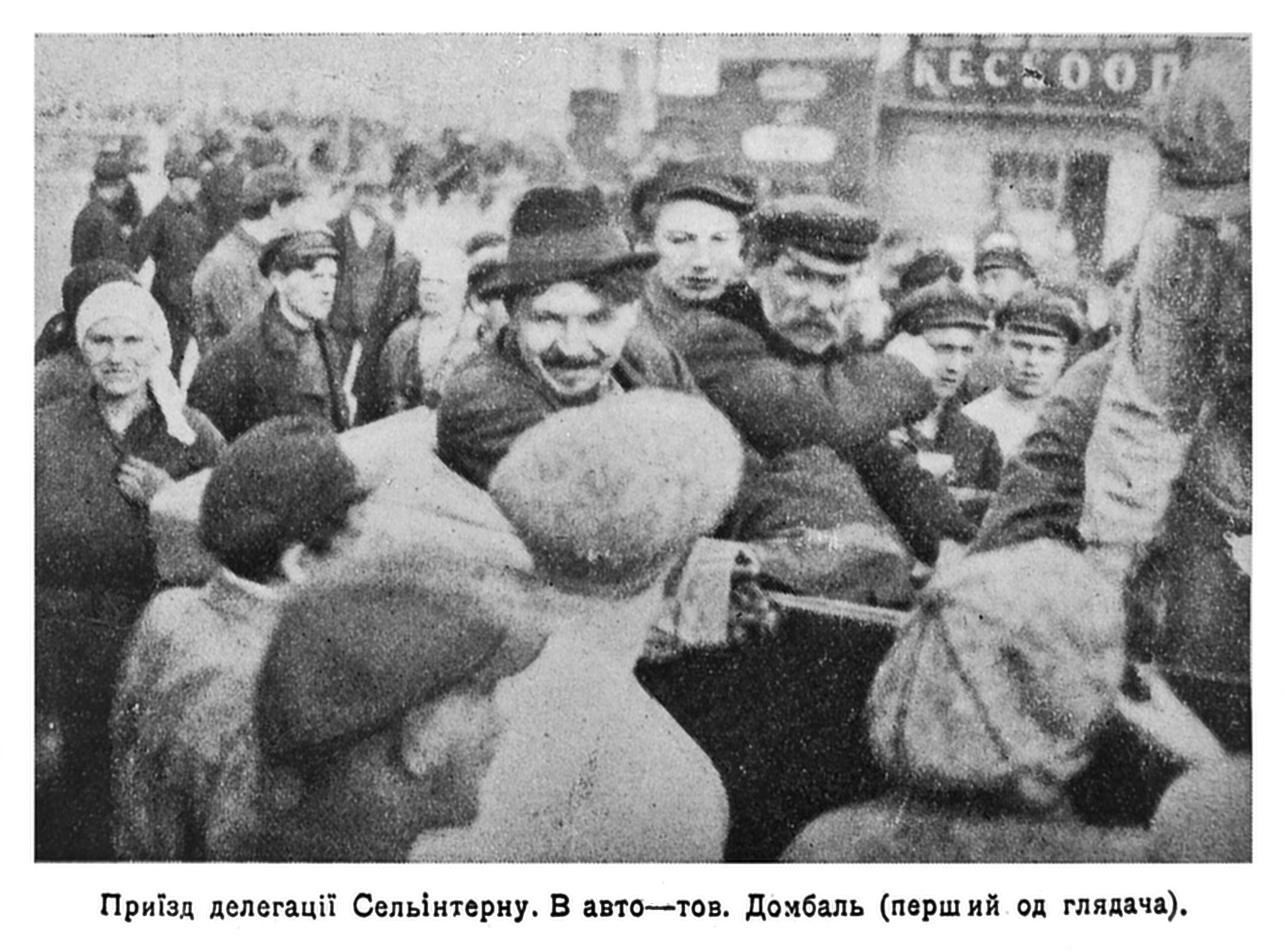
Tomasz Dąbal w Kijowie, rok 1925

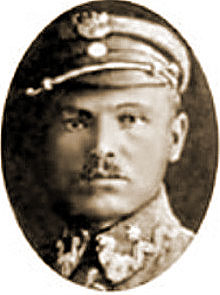
Tomasz Dąbal w mundurze żołnierza Legionów Polskich

W latach 1909–1914 studiował prawo w Wiedniu i medycynę w Krakowie, w czasie studiów wstąpił do PSL (1911). W czasie I wojny światowej służył w 87 pułku piechoty Armii Austro-Węgier na froncie rosyjskim, bałkańskim i włoskim. Trzykrotnie ranny, dosłużył się stopnia kapitana. W styczniu 1917 został przydzielony do 3 pułku piechoty Legionów jako instruktor karabinów maszynowych. Pod koniec wojny został aresztowany za działalność polityczną w armii austriackiej i przez dwa miesiące więziony w obozie w Udine. Po rozpadzie Austro-Węgier powrócił do Polski. Na początku listopada 1918, jako specjalny pełnomocnik Polskiej Komisji Likwidacyjnej w Krakowie, objął komendę nad oddziałami żandarmerii w powiatach: tarnobrzeskim, mieleckim, niżańskim i kolbuszowskim. Oddziały przekształcił w Milicję Ludową.
6 listopada 1918 na wiecu chłopskim w Tarnobrzegu wraz z ks. Eugeniuszem Okoniem proklamował powstanie Republiki Tarnobrzeskiej. W grudniu 1918 został zwolniony z komendy powiatowej żandarmerii w Tarnobrzegu na własne żądanie. Razem z ks. Okoniem zorganizował w 1919 Chłopskie Stronnictwo Radykalne, działające na terenach objętych wpływami Republiki.
W latach 1919–1921 był posłem na Sejm Ustawodawczy, początkowo wiceprezes klubu PSL Lewica, później wraz z ks. Okoniem tworzył dwuosobowy klub komunizującego Stronnictwa Chłopsko-Radykalnego. W 1920 r. wniósł w sejmie interpelację w sprawie przeciwdziałania występujących na wsiach wypadkom śmierci głodowej. Stopniowo przyjął poglądy komunistyczne, nawiązał kontakty z nielegalną KPRP, do której wstąpił we wrześniu 1920. W lipcu 1921 wspólnie ze Stanisławem Łańcuckim utworzył Frakcję Sejmową Posłów Komunistycznych. Na kilka dni przed Bitwą Warszawską wygłosił w Sejmie oświadczenie zawierające słowa: „Nie uważam Czerwonej Armii za nieprzyjaciela. Przeciwnie, witam jak przyjaciela Narodu Polskiego”. Fakt ten został skrzętnie wykorzystany przez sowiecki aparat propagandowy. W listopadzie 1921 został pozbawiony immunitetu poselskiego i postawiony przed sądem pod zarzutem usiłowań obalenia ustroju państwa. Wyrokiem Sądu Okręgowego w Warszawie z 7 lipca 1922 skazany na 6 lat ciężkiego więzienia. W 1923 w ramach wymiany więźniów politycznych wyjechał do ZSRR, gdzie działał w KC KP(b) Białorusi. W latach 1923–1925 był zastępcą członka KC KPRP. Współorganizował Międzynarodówkę Chłopską – w latach 1923–1928 był zastępcą sekretarza generalnego tej organizacji. Wiceprzewodniczący Komitetu Wykonawczego i zastępca sekretarza generalnego Międzynarodowej Organizacji Pomocy Rewolucjonistom (MOPR), sekretarz Komisji Rolnej przy Komitecie Wykonawczym Kominternu. Ukończył studia na Wydziale Agrarnym i Wydziale Gospodarki i Polityki Światowej w Instytucie Czerwonej Profesury w Moskwie (1930–1932, z odznaczeniem), a w 1934 uzyskał stopień naukowy doktora nauk ekonomicznych. W latach trzydziestych prowadził aktywną działalność oświatową i propagandową w Marchlewszczyznie – polskim obwodzie autonomicznym na Ukrainie sowieckiej. Od 1932 był wiceprezydentem Białoruskiej Akademii Nauk w Mińsku.
29 grudnia 1936, w okresie „wielkiej czystki”, został aresztowany przez NKWD. W wyniku tortur przyznał się do wszystkich zarzucanych mu czynów i poszedł na pełną współpracę z NKWD. 21 sierpnia 1937 został skazany na śmierć przez Kolegium Wojskowe Sądu Najwyższego ZSRR z oskarżenia o „udział w szpiegowsko-dywersyjnej organizacji terrorystycznej”. Wyrok wykonano tego samego dnia w więzieniu Lefortowskim. Skremowany na Cmentarzu Dońskim w Moskwie i tam też anonimowo pochowany (obecnie mogiła zbiorowa nr 1 na Nowym Cmentarzu Dońskim). Zrehabilitowany przez Kolegium Wojskowe SN ZSRR 21 grudnia 1955.
Jego imieniem nazwano kilka ulic w ZSRR, a w PRL Zakłady Metalowe w Nowej Dębie koło Tarnobrzega.
Autor ponad 200 broszur, przyczynków naukowych i wstępów krytycznych do utworów pisarzy polskich wydanych w ZSRR. Publikował artykuły w Piaście, Przyjacielu Ludu, Wyzwoleniu.